# Puente del Príncipe de Gales
El puente del Príncipe de Gales (del francés: Pont Prince de Galles); en inglés: Prince of Wales Bridge es un puente ferroviario de Canadá que atraviesa el río Ottawa, uniendo la ciudad de Ottawa, en la provincia de Ontario, con Gatineau, en Quebec. Conecta la línea del Canadian Pacific Railway, al oeste de Le Breton Flats, cruza el canal al sur del río a la isla de Lemieux y continúa a través del canal en el norte de Quebec.
El puente consta de seis tramos iguales a lo largo del canal al sur y se extiende por más de siete el canal norte; el penúltimo tramo, siguiendo hacia el norte, es el más largo.